# 테리사 에드워즈
테리사 에드워즈(영어: Teresa Edwards, 1964년 7월 19일~)는 미국의 농구 선수로 현역 시절 포지션은 센터이다. 미국 여자 대표팀의 일원으로 1984년 하계 올림픽을 시작으로 올림픽에서 금메달 4개를 획득했다.